# Cortes de la Frontera
Cortes de la Frontera è un comune spagnolo di 3 557 abitanti situato nella comunità autonoma dell'Andalusia.